# Pieter Daens (roman)
Pieter Daens (volledige titel: Pieter Daens of hoe in de negentiende eeuw de arbeiders van Aalst vochten tegen armoede en onrecht. Geïllustreerd met tweeëndertig reprodukties naar tekeningen, foto's en documenten) is een documentaire roman van Louis Paul Boon uit 1971 over de sociale en politieke strijd van de arbeiders in het fabrieksstadje Aalst ten tijde van de broers Adolf en Pieter Daens.

## Inhoud
Op het einde van de negentiende eeuw leven de arbeiders in het fabrieksstadje Aalst in mensonwaardige omstandigheden. Ze moeten twaalf uur per dag werken voor een hongerloon, er is kinderarbeid, soms is het werk gevaarlijk en ze wonen in krotten. Uitgever Pieter Daens klaagt deze toestand aan in de dagbladen Het Land van Aalst en het door hemzelf opgerichte De Werkman. Dit leidt tot een afscheuring van de Katholieke Partij met haar behoudsgezinde voorzitter Charles Woeste.
Samen met zijn drie jaar oudere broer, priester Adolf Daens, en de roelanders uit Ninove richt Pieter in 1893 de Christene Volkspartij op. Hun ideologie is geïnspireerd door de encycliek Rerum Novarum van Paus Leo XIII. Dankzij de invoering van de algemeen meervoudige stemplicht voor mannelijke burgers en het aangaan van een tijdelijk kartel met socialisten en vooruitstrevende liberalen raken ze verkozen voor het parlement en de gemeenteraad.
De daaropvolgende jaren vindt een sociale en politieke strijd plaats. Socialisten en daensisten ijveren voor betere arbeidsvoorwaarden en enkelvoudige stemplicht. De socialisten beginnen een coöperatieve bakkerij op het eilandje Chipka, een voorbeeld dat gevolgd wordt door liberalen en katholieken. De eerste vakbonden, ziekenfondsen, pensioenfondsen en werklozenkassen worden opgericht. Er zijn stakingen en betogingen. De Katholieke Partij probeert verkiezingen te manipuleren en Woeste zet stokslagers in om het protest de kop in te drukken.
Adolf Daens, die als een van de eersten Nederlandstalige toespraken houdt in de Kamer van volksvertegenwoordigers, krijgt problemen met bisschop Antoon Stillemans. Deze stelt dat politiek activisme en het priesterambt onverenigbaar zijn. Daens krijgt een verbod om de mis te lezen en om een priestergewaad te dragen. Hij moet zich zelfs gaan verantwoorden in Rome. In 1906 raakt hij niet herverkozen. Een jaar later sterft hij aan een hartkwaal.
Na Adolfs dood blijft Pieter actief in de politiek en als uitgever. Stilaan begint de partij te verzwakken, deels doordat de Katholieke Partij haar christendemocratische ideeën over begint te nemen en een vakbond en een ziekenfonds opricht. Tegen het begin van de Eerste Wereldoorlog gaat een deel van de Christen Volkspartij in de Vlaamse Beweging op; de rest zal zich na de dood van Pieter Daens in 1918 terug bij de hervormde Katholieke Partij aansluiten.

## Achtergrond
Het verhaal speelt zich af tussen 1885 en 1914, na een inleidend hoofdstuk over de voorafgaande periode. Pieter Daens treedt op als ik-verteller, omdat hij net als Boon zelf een sociaal bewogen dagbladschrijver met gevoel voor humor was.
Het verhaal is volledig gebaseerd op waargebeurde feiten. Veel historische figuren komen erin voor, waaronder bisschop Antoon Stillemans, katholiek partijvoorzitter Charles Woeste, burgemeester Victor Van Wambeke, daensist Hector Plancquaert en de socialisten Alfred Nichels, Edward Anseele en Camille Huysmans.
In het voorwoord schrijft Boon: "Dit boek is de vrucht van een vijf jaar lang doorploegen van dag- en weekbladen, gaande van de jaren 1865 tot en met 1918, en van vele archieven en boeken, op het onderwerp - de sociale en politieke strijd in het fabriekstadje Aalst - betrekking hebbend. Alles bij elkaar werden het zestienhonderd dichtbeschreven vellen, met feiten en jaartallen die geen mens konden interesseren. (...) Tenslotte moet ook nog gezegd, dat hierdoor geen enkel woord fantasie in het hele boek te vinden is." Hij bedankt pater Van Isacker voor zijn boek Het Daensisme, Luc Delaforterie voor zijn boeken Pieter Daens en Priester Daens, en een aantal dagbladen. Ook Pieter Daens zelf bedankt hij voor zijn boek Priester Daens.
Sommige historische personages waren ook al aanwezig in De Kapellekensbaan. Romain Moyersoen heet daarin Achilles Derenancourt, en de socialistische boekhouder Jan Byl heet meneerke Brys.
Behalve ruim zeshonderd bladzijden tekst bevat het boek ook tweeëndertig bladzijden met foto's en tekeningen, bijvoorbeeld karikaturen van Pieter Daens en Victor Van Wambeke en foto's van Adolf Daens, Edward Anseele en groepen (kind-)arbeiders.

## Receptie
W.F. Hermans schreef: "De eenvoud van Boons thema maakt dat hij een der weinig werkelijk grote auteurs is die toegankelijk zijn voor velen."
In 1972 werd het boek bekroond met de Driejaarlijkse staatsprijs voor verhalend proza en de Multatuliprijs. Boon ontving ook de Literaire Prijs van de Stad Aalst en de Achiel van Ackerprijs.

## Bewerkingen
In 1992 regisseerde Stijn Coninx de succesvolle film Daens. Aan de historische personages uit de roman werden fictieve personages toegevoegd, zoals Nette Scholiers en Jan de Meeter.
Op 4 oktober 2008 ging de musical Daens in première, een bewerking van de film.